# Gretz-Armainvilliers
Gretz-Armainvilliers – miejscowość i gmina we Francji, w regionie Île-de-France, w departamencie Sekwana i Marna.

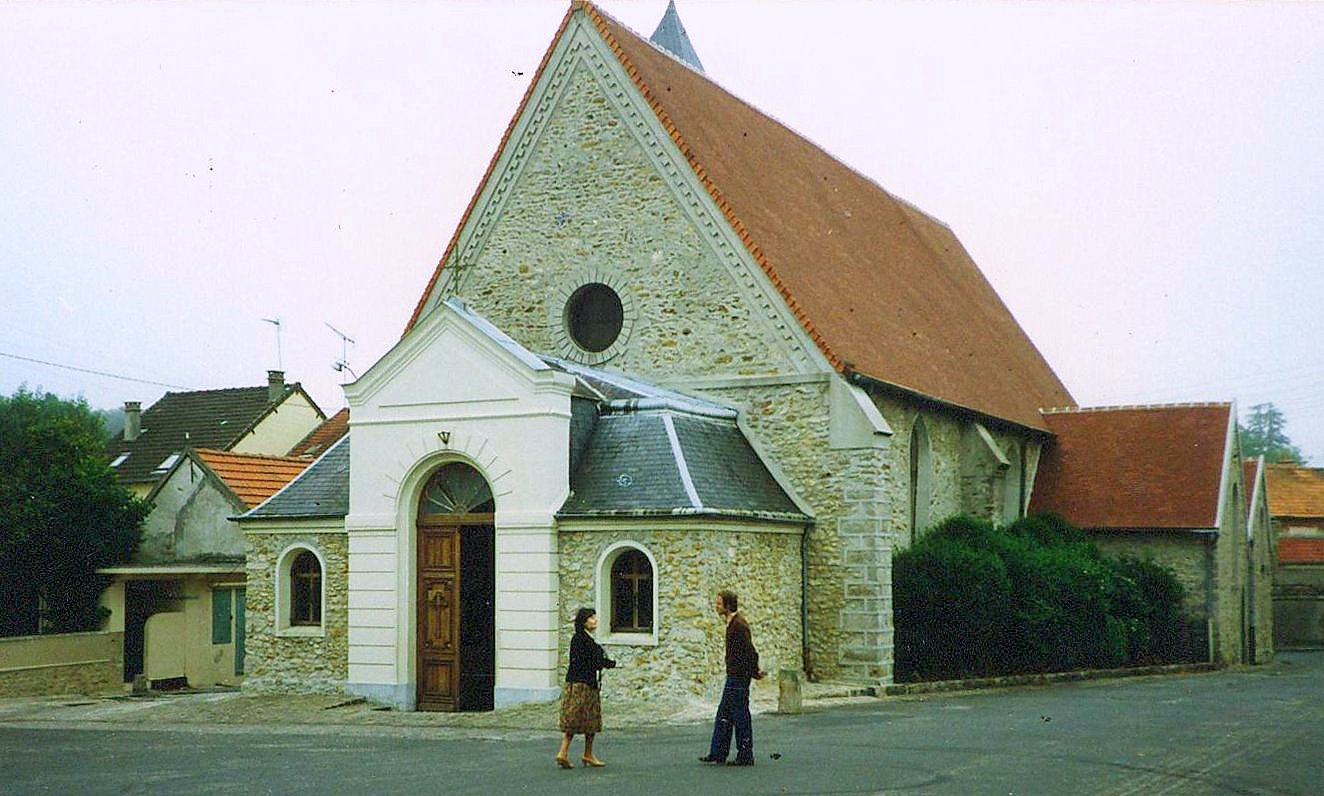
kościół w Gretz-Armainvilliers

Według danych na rok 1990 gminę zamieszkiwało 7246 osób, a gęstość zaludnienia wynosiła 536 osób/km² (wśród 1287 gmin regionu Île-de-France Gretz-Armainvilliers plasuje się na 278. miejscu pod względem liczby ludności, natomiast pod względem powierzchni na miejscu 214.).